# Банкарски скандал у Молдавији
У 2014. години, милијарда долара је нестала из три молдавске банке: Banca de Economii, Unibank и Banca Socială. Банкарска превара у Молдавији била је координисана акција у којем су све три банке радиле заједно како би извукле што више кредитног финансирања од банака без икаквог очигледног пословног образложења. Илан Шор, молдавски бизнисмен, „осмислио” је превару. Шор је био председник одбора Banca de Economii до 28. новембра 2014. године.
Средства у вредности од милијарду долара пребачена су на лажне компаније из Уједињеног Краљевства и Хонг Конга које су коришћене за прикривање стварних власника имовине, затим депоноване на банковне рачуне Летоније под именима разних странаца.
Укупан губитак од шеме био је еквивалентан 12% БДП-а Молдавије.
Заменик директора Молдавске службе за информисање и безбедност Вадим Врабије је током саслушања о превари банке изјавио да је председник Николае Тимофти од 2013. знао за пљачку Banca de Economii, Banca Socială и Unibank .
Примењена је шема задуживања на карусел, кредити у једној банци су отплаћивани кредитима друге. Огромна експанзија банкарског кредитирања финансирана је великим позајмицама од руских компанија.

## Пре 2012
У периоду 2007–2009, Banca de Economii је проширила своје кредитне активности, при чему значајан број кредита који су тада дати нису били враћени касније у 2011.Терен за све акције, шеме прања новца, за пљачку милијарди кроз лоше кредите, припремљен је године. 2005. од комунисте Олега Реидмана, економског саветника бившег председника Вороњина. Реидман је тај који је у том периоду незванично водио Banca de Economii и промовисао  је неке законе који су ослабили банкарски систем. Све незаконитости Banca de Economii почињене су уз директан допринос Народне банке Молдавије (МНБ).

## Август 2012 – Новембар 2014
У августу 2012, власништво над Unibank-ом је пренето на номиноване, као и политичке личности и појединце блиске Илану Шору. Илан Шор је 2013. године купио у власништво Banca de Economii.
У јуну 2012, да би олакшале повећање кредитирања молдавских субјеката, искоришћен је и новац Државног здравственог осигурања, на чијем је челу Мирчеа Буга, око 140 милиона МДЛ(Молдавских леја) на рачуне Унибанке. Државно здравствено осигурање није било у могућности да повуче депозите од 115 милиона МДЛ из Унибанке до јануара 2015. То је касније изазвало дуг од 102 милиона МДЛ према болницама и акутну несташицу лекова у зиму 2014–2015.
Банке су масовно прошириле своје кредитирање, далеко више него што су њихове капиталне резерве требало да дозволе. 2012, према извештају Међународног монетарног фонда, нормативни капитал Banca de Economii је смањен десет пута, док је учешће кредита у кашњењу повећано за око милијарду леја. Тржишна вредност њених акција се преполовила са 30 на 14 леја годишње.

## Новембар 2014
Уочи избора 2014. године, између 24. и 26. новембра је из банака Banca de Economii, Banca Socială и Unibank узето је по првим прорачунима преко 750 милиона долара. Записи о многим трансакцијама су избрисани са компјутера банака а комби који је превозио 12 џакова банковних података је украден и спаљен. Банке су бакротирале, и стављене су под посебну управу Народне банке Молдавије. Међутим 27. новембра влада Молдавије на челу са премијером Јуријем Леанком је тајно одлучила да спасе банке са 870 милиона долара хитних зајмова из државних резерви. Ово је створило дефицит у јавним финансијама Молдавије који је еквивалентан осмини БДП-а земље. Према каснијим истраживањима губитак је прешао милијарду долара. Илан Шор је оптужен за корупцију и стављен у кућни притвор.

## Кролов извештај
У јануару 2015. године Народна банка Молдавије је ангажовала америчку истраживачку кућу Крол да спроведе истрагу преваре познате као Пројекат Тенор.
Извештај документује како су компаније повезане са Шором постепено преузеле контролу над три банке, а затим наводно издавале огромне кредите повезаним компанијама. Закључено је да су три банке између 24. и 26. новембра пребациле најмање 13,5 милијарди леја на пет молдавских компанија повезаних са групом Шор, коју контролише Илан Шор.
Иако поверљив, Крол извештај Пројекат Тенор, процурио је у јавност од стране Андријана Кандуа, председника парламента Молдавије, у мају 2015. године.
Компанија Крол објавила је свој други извештај молдавској влади 22. марта 2018. И остала је у тајности више од годину дана. Влада Демократске странке (ПДМ) није била вољна да подели други извештај због тога ко је умешан у превару. Али након што је ПДМ свргнут у корист коалиционе владе, парламентарна комисија одлучила је да објави инкриминишући документ.
Извештај Крол-2 од 154 странице објављен је 4. јула 2019. У њему је описан процес преваре банкарског система, као и компанија које су укључене и неке од њихових представника. Иако су детаљи попут имена одређених компанија и конкретних људи умешаних у банковну превару често изостављани, он је садржао списак 77 компанија Шор групе и кредите које су добијали од главне три молдавске банке умешане у крађу.
Иако је Илан Шор већ био умешан у крађу, нови подаци откривају да је бивши лидер Демократске партије (ПДМ), олигарх Владимир Плахотњук, такође умешан у банковну шему, као и бивши премијер Молдавије Влад Филат.
Највећи део новца од кредита је потом преусмерен на рачуне у иностранству и пран преко банака у низу других земаља. Већина (око 2,6 милијарди према Кролу) отишла је преко летонских банака. Чинило се да су ови рачуни отворени у ту сврху – нису евидентирали никакве друге трансакције. Остала средства су пребачена у банке у Русији и другим јурисдикцијама у иностранству, док су неки износи прошли кроз координирани процес прања новца у Молдавији, а затим нестали на неколико различитих банковних рачуна.
У међувремену, мањи део (отприлике 220 милиона долара) остао је у Молдавији и коришћен је за отплату кредита од банака и других банкарских институција, за отплату додатних дугова или је помешан са другим средствима како би се онемогућило праћење новца.

## Протести против владе у септембру 2015.
У септембру 2015. године избили су масовни протести против власти због свеопштег сиромаштва. У Кишињеву је на улице изашло око 100000 демонстраната (у земљи са око 3,5 милиона становника). Радници, државни службеници, студенти и пензионери протествовали су због повећања цена и тарифа за комуналије, као и против корупције и сиромаштва. Демонстранти, у сукобима са полицијом, покушавали су да упадну у административне зграде и поставили су шаторски камп у центру престонице.
Велика банкарска превара коју су починили чланови владе — проневера еквивалента од милијарду долара (отприлике месечног БДП-а Молдавије) и њен трансфер у иностранство, праћено спасавањем банкарског система што је довело до раста цена и царине, колапс националне валуте и покушаји власти да бране и обеле починиоце — све је то довело до друштвене експлозије. Огорчење је расло у Молдавији — једној од најсиромашнијих земаља у Европи — већ дуги низ година.

## Учешће молдавских банака и бизнисмена
Молдавске банке су дуго биле озлоглашене по томе што су биле умешане у највеће шеме прања новца у региону, познате као Руска праоница новца. Међу најзаслужнијим људима уз помоћ којих су успеле ове преваре био је молдавски банкар Вицеслав Платон. Тужиоци кажу да је Платон повезан са злогласном крађом од око милијарду долара из 2014. кроз корумпиране кредитне послове у које су биле укључене три молдавске банке: Banca de Economii, Unibank и Banca Socială. Платон је успевао преко офшор компанија да пребаци новац из банака над којима је имао власништво, велике заслуге је имао за пребацивање од око  20 милијарди долара из Русије у Европу у периоду између 2010-2014 кроз мрежу банака у Молдавији и Летонији. У овом процесу пребацивања новца, велики утицај имали су руски бизнисмени (олигарси) и људи блиски руском председнику Владимиру Путину.
Пре хапшења, Платон је био у борби са државом како би преко офшор компанија преузео банке Victoriabank и Moldova-Agroindbank (MAIB) али није успео. Молдавске банке су познате по томе што своје право власништво крију иза тајних структура у којима акције држе мрачне офшор компаније. Молдавски закон захтева да свако ко поседује више од једног процента акцијског капитала банке буде идентификован и одобрен од стране Народне банке Молдавије (МНБ). Неке молдавске банке то заобилазе тако што запошљавају „конзорцијуме“ анонимних офшор компанија, од којих свака држи 0,99 посто акција или мање.

## Учешће летонских банака
У превари је учествовао велики број банака из Летоније, неке од тих банака су: Aizkraukles Bank, Baltic International Bank, Baltic Trust Bank, PrivatBank, Rietumu Bank and Trasta Komercbank.
Током 2012. и 2013. године новоотворене офшор компаније повезане са молдавским бизнисменом Иланом Шором преузимају контролу над три банке у Молдавији куповином већинског дела акција тих банака. Нови власници су позајмили новчана средства из офшор компанија преко рачуна у летонијским банкама(АBLV, Latvijas Pasta banka).
Новембра 2014. године у току два дана, преко 900 милиона америчких долара је пребачено преко летонске банке Privatbank на рачуне анонимних офшор компанија регистрованих у Хонг Конгу и Великој Британији.
У мају 2015. након Кроловог извештаја летонски банкарски супервизори почели су истрагу о транскацијама летонских банака у периоду између 2012. и 2014. године.
Новембра 2015. године, летонски банкарски регулатор је донео најстрожу казну за прање новца до тог момента: казна од 2.016.830 евра за банку PrivatBank, разрешење њеног генералног директора и одговорног члана одбора, као и појединачне казне за чланове одбора.
Након истраге шест летонских банака, летонски регулатор финансијских тржишта, комисија за финансије и тржиште капитала, изрекао је казну од 100 хиљада лата (око 191.000 долара), што је максимална могућа казна за једну летонску банку због њене улоге у прању 230 милиона долара украдених из рускe владе се директно повезала са случајем Магнитског.

Истрага је заснована на жалби коју је компанија Hermitage Capital Management поднела летонским властима у јулу 2012. године, наводећи шест банака (Aizkraukles Bank, Baltic International Bank, Baltic Trust Bank, PrivatBank, Rietumu Bank and Trasta Komercbank) које су добиле средства директно или индиректно вредности од 230 милиона америчких долара незаконитог повраћаја пореза који је разоткрио Сергеј Магнитски.
- Лого банке PrivatBank, умешане у прање новца у периоду између 2012. и 2014. године.

## Политичке импликације у Летонији
Кристапс Закулис, који је био на челу финансијског регулатора Летоније, Комисије за финансије и тржишта капитала (ФКТК), четири године, поднео је оставку због све веће критике да није био довољно строг у погледу прања новца у бутик банкарском сектору земље у јануару 2016.

## Кривична гоњења
Крајем октобра 2015. године покренута су најмање 44 кривична случаја у вези са ненаплативим кредитима које су одобриле три банке, а 20 њих је тренутно у фази ревизије.
За „злоупотребу положаја током управљања банком“, оптужен је Илан Шор који је 6. маја 2015. стављен у кућни притвор. Међутим, то га није спречило да се у јуну кандидује за јавну функцију градоначелника Орхеја. 2015, док је крајем фебруару 2019. Илан Шор изабран за посланика.
Владу Филату је 15. октобра 2015. у парламенту одузет имунитет и стављене му лисице на руке. Филату је 18. октобра 2015. одређен истражни притвор од 30 дана, а 11. новембра му је притвор продужен за још 30 дана. Дана 22. октобра 2015. године Денис Уречи, директор ProAcvaCom, проглашен је кривим за подношење Банkа де Ецономии (Штедионица) је лажирала процену земљишта да би добила зајам од 1,9 милиона долара још у октобру 2011.
Директор компаније Caravita Co Јон Русу, осуђен је на пет година затвора због коришћења компанија за прање средстава и вршење преваре. Признао је да је са намером да сакрије порекло 3,12 милиона долара украдених из Молдавске штедионице извршио фиктивне трансакције.
Русу је зет Влада Филата, бившег премијера Молдавије, и тврди да је Филат прави власник две компаније.
Дана 27. јуна суд у Кишињеву је прогласио Влада Филата кривим за корупцију и злоупотребу службеног положаја. Добио је 5 година забране обављања јавних функција, као и 9 година затвора, али му је и одузета државна награда.
Бивши посланик парламента Молдавије, Веацеслав Платон,оптужен је за крађу више од 40 милиона долара од Банца де Ецономии, као и за учешће у шеми за превару молдавских банака у износу од милијарду долара.
У септембру 2016. године службеници Националног центра за борбу против корупције ухапсили су 15 бивших или вршилаца дужности судија и 3 судска извршитеља, оптужени да су умешани у шему Руске праонице рубља. Један судија и један судски извршитељ су претресени код куће.

## Реакције и последице
Петрас Ауштревичијус, посланик Европског парламента, прокоментарисао је кризу поверења која погађа Молдавију: „Да украдеш милијарду долара!... Треба вам доста кеса да преместите тај новац... Надам се да ће имена умешаних особа бити јавно објављена. ... Корупција у Молдавији је политичка болест, болест која је постала системска и која погађа све нивое власти ... нагриза земљу изнутра".
Пирка Тапиола, амбасадор Европске уније у Молдавији, рекао је на конференцији за новинаре у Кишињеву: „Немам одговор за вас како је могуће украсти толики новац од мале земље.
Конгресменка Шила Џексон Ли је рекла: „Позивам администрацију и Конгрес да истраже да ли се средства националних банака земаља бившег Совјетског Савеза не пљачкају и користе, свесно или несвесно, у корист терористичких организација.
Румунија је Молдавији понудила хитну економску помоћ и зајам од 65 милиона долара. Румунски премијер Дачијан Чолош рекао је да ће Молдавија, да би добила новац, морати да реформише свој правосудни систем, бори се против корупције, потпише нацрт споразума о зајму од Међународног монетарног фонда и именује новог гувернера централне банке.
Као одговор на банковну превару од милијарду долара, ЕУ, Међународни монетарни фонд и Светска банка замрзнули су своју финансијску помоћ Молдавији.
Молдавија с 3,5 милиона становника, између Румуније и Украјине, сматра се најсиромашнијом земљом Европе. Њена влада је 2014. године потписала споразум о придруживању ЕУ, упркос негодовању Русије.